# Jánovce (district de Galanta)
Jánovce est un village de Slovaquie situé dans la région de Trnava.

## Histoire
Première mention écrite du village en 1237.
La localité fut annexée par la Hongrie après le premier arbitrage de Vienne le 2 novembre 1938. En 1938, on comptait 316 habitants. Elle faisait partie du district de Galanta, en hongrois Galántai járás. Le nom de la localité avant la Seconde Guerre mondiale était Janovce/Jánosháza. Durant la période 1938-1945, le nom hongrois Dunajánosháza était d'usage. À la libération, la commune a été réintégrée dans la Tchécoslovaquie reconstituée.

## Démographie

### Évolution de la population
| Année:               | 1994. | 2004.   | 2014.   | 2024.   |
| -------------------- | ----- | ------- | ------- | ------- |
| Nombre de personnes: | 421   | 449     | 492     | 515     |
| Différence:          |       | +6,65 % | +9,57 % | +4,67 % |

| Année:               | 2023. | 2024.   |
| -------------------- | ----- | ------- |
| Nombre de personnes: | 511   | 515     |
| Différence:          |       | +0,78 % |